# Bechyňská pahorkatina
Bechyňská pahorkatina je geologický útvar a geomorfologický okrsek, který náleží do geomorfologického podcelku Písecká pahorkatina, geomorfologického celku Táborská pahorkatina. Členitý reliéf pahorkatiny o rozloze 298,78 km² byl vytvořen erozí a denudací a porušený zlomy ve směru sever-jih. Podloží Bechyňské pahorkatiny tvoří moldanubické pararuly, perlové ruly, migmatity, ortoruly a lokality miocenních písků a jílů. V migmatitech jsou četné vložky kvarcitů, amfibolitů, skarnu.
Vody jsou odváděny Lužnicí a Vltavou a jejich přítoky. Do pahorkatiny zasahuje vodní nádrž Orlík.
Pahorkatina má borové a smrkové porosty s dubem, je středně zalesněná. Na území se nachází přírodní památka Smutný, Černýšovické jalovce, Židova strouha a Kukle.

## Členění na podokrsky
Jejími geomorfologickými podokrsky jsou:
- Sepekovská pahorkatina s nejvyšším bodem Lomy (517,9 m n. m.),
- Bernartická pahorkatina s nejvyšším bodem Chlum (509,7 m n. m.),
- Rastorská pahorkatina s nejvyšším bodem V široké (538,7 m n. m.),
- Stádlecká pahorkatina s nejvyšším bodem Skalice (484,6 m n. m.).
- Hodonická pahorkatina s nejvyšším bodem 480 m n. m.